# Howa Tipus 96
El Llançagranades automàtic Howa Tipus 96 (96式40mm自動てき弾銃, 96-shiki 40-miri jidōtekidanjū), es un llançagranades automàtic de disseny i producció japonesa, que està en producció des de 1996 per la mateixa companyia que el va dissenyar, Howa.

## Història
Quan les Forces d'Autodefensa del Japó (JSDF, de l'anglès per: Japan Self-Defense Forces, o el japonès: 自衛隊), van veure que necesitaven una nova arma de suport pesant, per a complementar amb les metralladores lleugeres Sumitomo Tipus 62 i les metralladores pesants Sumitomo M2HB, Howa va dissenyar i crear aquesta nova arma, que s'adaptava perfectament a les necessitats de les Forces d'Autodefensa Japoneses, en 1996.
El llançagranades automàtic Howa Tipus 96 segueix en servei en les Forces d'Autodefensa Japoneses des de 1996 fins avui.

## Ús

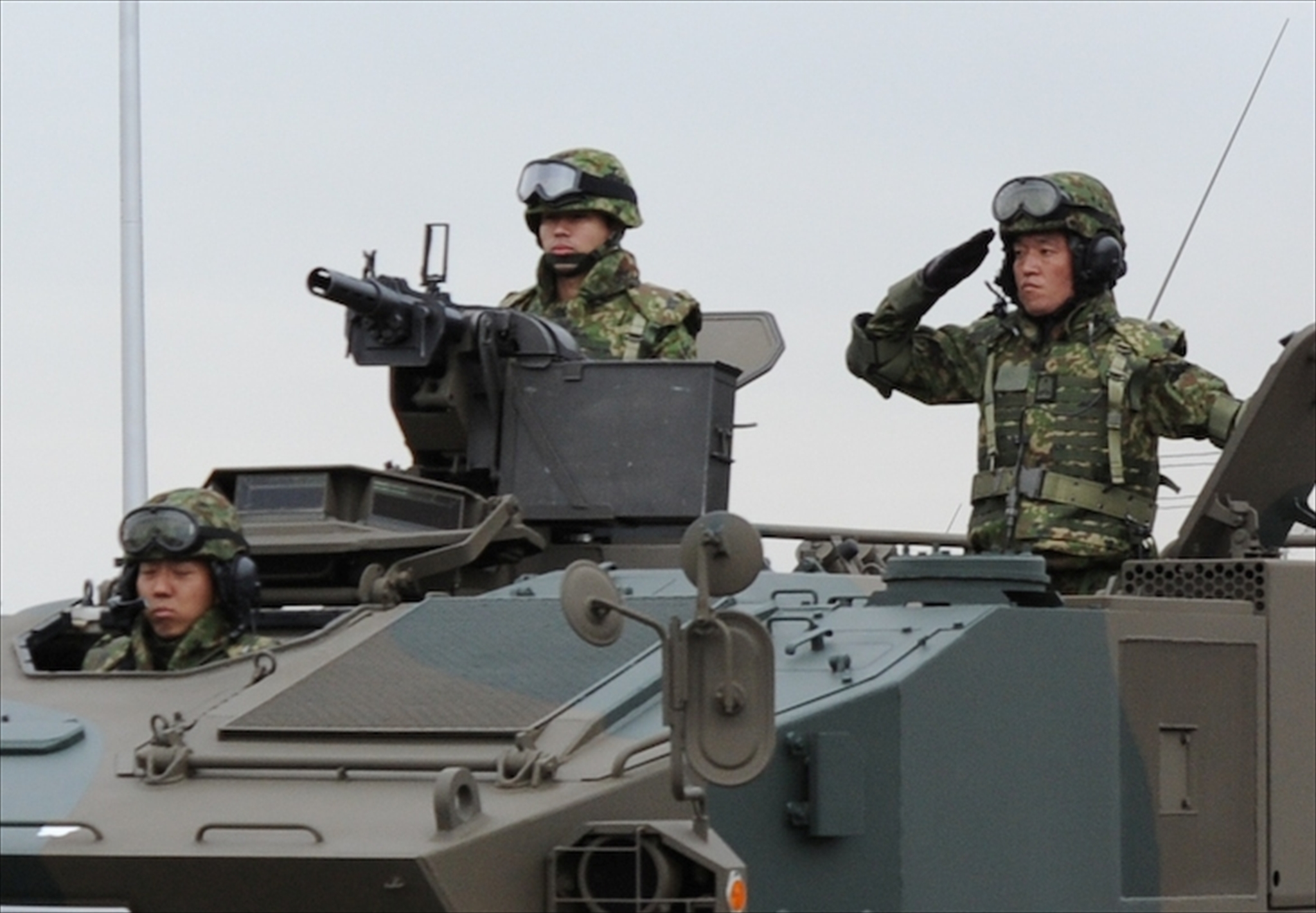
El llançagranades automàtic Tipus 96 situat a la part superior d'un vehicle de transport de tropes blindat Tipus 96.

El llançagranades automàtic Howa Tipus 96 por ser utilitzat tant per la infanteria, si s'utilitza un tripode en la posició des d'on es vol disparar, però també pot ser utilitzada per vehicles blindats de qualsevol tipus.
És una de les armes més vistes muntades en el APC Tipus 96 (APC, de l'anglès per: Armoured Personal Carrier, que en català seria: Vehicle de Transport de Tropes Blindat).

## Detalls operacionals
A la part de l'esquerra de la Tipus 96, se situa la porta d'alimentació, on les granades de 40 mm són carregades al llançagranades en si, i normalment són emmagatzemades en una capsa situada a la mateixa zona esquerra, el que facilita el transport de munició i la seva alimentació correcta quan està sent utilitzada.
El llançagranades disposa d'unes mires de ferro elevables. A la part final del canó de l'arma, aquesta dispossa d'un fre de boca, per a compensar el retrocés de disparar diverses granades de manera automàtica. L'arma no disposa de culata, ja que no seria pràtic, i per això, aquesta dispossa d'unes empunyadures de tipus manillar, on col·locar les mans mentre es dispara l'arma.
L'arma dispara a una cadència d'entre 250 i 350 projectisl per minut, amb un abast màxim d'aproximadament 1,5 km.